# Denise Schmandt-Besserat

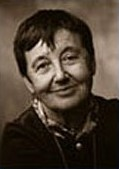
Denise Schmandt-Besserat, vor 2007

Denise Schmandt-Besserat (* 10. August 1933 in Ay, Champagne, Frankreich) ist eine französischstämmige US-amerikanische Professorin im Center for Middle Eastern Studies und im Department für Kunst und Kunstgeschichte an der University of Texas in Austin. Ihr Schwerpunkt ist die Archäologie des Nahen Ostens. Sie erforschte die Ursprünge der Schrift und der Mathematik und veröffentlichte verschiedene Bücher zu diesen Themen.

## Leben
Schmandt-Besserat studierte an der École du Louvre in Paris. Ab den 1960er Jahren unternahm sie als Archäologin Studienreisen in den Nahen Osten. Sie realisierte um 1970 zum ersten Mal, dass die von ihr Token genannten kleinen Tonfiguren (z. B. in Form von Kugeln, Scheiben, Kegeln, Zylindern), die im ganzen Nahen Osten in Kulturschichten vor der Erfindung der Schrift gefunden wurden und lange Rätsel aufgaben, Hilfsmittel für ein altes Zahlensystem aus dem Zeitraum zwischen 8000 und 3000 v. Chr. sind (das teilweise schon auf der Basis 60 war). Sie repräsentieren bestimmte Anzahlen von Waren, häufig in einer Hülle mit dem Siegel des Besitzers, und Teile der frühen Keilschriftsymbolik sind aus ihnen entstanden, indem in einem nächsten Schritt ihre Form in Listen auf Tontafeln notiert wurde. 1974 erschienen ihre erste Veröffentlichungen dazu, die sie mit Artikeln in Scientific American, Discovery (und später als häufig interviewte Expertin in Fernsehsendungen wie im Discovery Channel) sie auch der weiteren Öffentlichkeit bekannt machten. Nach ihrer Ansicht entstand das System der Keilschrift aus diesen alten Zählsystemen, also die Schrift aus der Mathematik. In weiteren Büchern ging sie auch dem kognitiven Einfluss des Schriftsystems zum Beispiel auf die Entstehung von Literatur und Kunst in Mesopotamien nach.
2008 war sie auch an Ausgrabungen an neolithischen Fundstellen in Ain Ghazal bei Amman in Jordanien beteiligt.
Schmandt-Besserat hat seit 1988 eine volle Professur in Austin und emeritierte 2004 (Professor Emerita). Sie ist Ehrendoktorin des Kenyon College, erhielt den „Walter J. Ong Award for Career Achievement“, den „Holloway Teaching Award“, den „Eugene Kayden Press Book Award“ und den „Hamilton Book Award“. Sie wurde als „Outstanding Woman in the Humanities“ von der „American Association of University Women“ geehrt.
Schmandt-Besserat ist mit dem deutschstämmigen Jürgen Schmandt verheiratet, 1971 bis 2001 Professor an der Lyndon B. Johnson School of Public Affairs.

## Schriften
- When Writing Met Art - From Symbol to Story. University of Texas Press, Austin 2007 (populärwissenschaftlich).
- How Writing Came About. University of Texas Press, 1996 (populärwissenschaftlich, von American Scientist unter die 100 Wissenschafts-Bücher, die das Jahrhundert prägten, gewählt)
- Before Writing: From Counting to Cuneiform. 2 Bände. University of Texas Press, Austin 1992.
- The History of Counting. Morrow, 1999 (für Jugendliche, gefolgt von The History of Writing)
- Vom Ursprung der Schrift. In: Spektrum der Wissenschaft. Dezember 1978, S. 4–13 (entsprechend dem Scientific American-Artikel von 1978)